# 마르코프 스펙트럼
마르코프 스펙트럼(Markov spectrum)은 수학에서 안드레이 마르코프(Andrey Markov)가 고안한 것으로, 마르코프 디오판토스 방정식과 디오판토스 근사 이론에서 발생하는 복잡한 실수 집합이다.

## 라그랑주 스펙트럼
디오판토스 근사에 대한 Hurwitz의 정리에서 시작하여 모든 실수 {\displaystyle \xi }은 다음과 같은 경향이 있는 유리수 근사 m/n의 시퀀스를 갖는다.
{\displaystyle \left|\xi -{\frac {m}{n}}\right|<{\frac {1}{{\sqrt {5}}\,n^{2}}},}
1/c ≥ √5인 1/c의 각 값에 대해 다음과 같은 {\displaystyle \xi }의 존재 여부를 묻는 것이 가능하다.
{\displaystyle \left|\xi -{\frac {m}{n}}\right|<{\frac {c}{n^{2}}}}
이러한 시퀀스의 경우 c는 가능한 최상의(최대) 값이다. 이러한 1/c는 최소 √5(스펙트럼의 가장 작은 값)의 실수 집합인 라그랑주 스펙트럼 L을 구성한다.

## 같이 보기
- 마르코프 수